# La Terrasse-sur-Dorlay
La Terrasse-sur-Dorlay – miejscowość i gmina we Francji, w regionie Owernia-Rodan-Alpy, w departamencie Loara.
Według danych na rok 1999 gminę zamieszkiwały 653 osoby, a gęstość zaludnienia wynosiła 75 osób/km² (wśród 2880 gmin regionu Rodan-Alpy La Terrasse-sur-Dorlay plasuje się na 1104. miejscu pod względem liczby ludności, natomiast pod względem powierzchni na miejscu 1229.).